# Herbert P. Bix
Herbert P. Bix, né en 1938, est un historien américain auteur de Hirohito and the Making of Modern Japan, ouvrage particulièrement bien reçu consacré à l'empereur japonais et aux événements qui ont façonné l'impérialisme japonais moderne. Ce livre remporte l'édition 2000 du National Book Critics Circle Award et l'édition 2001 du prix Pulitzer de l'essai.

## Carrière universitaire
Né à Boston, Bix est étudiant à l'université du Massachusetts à Amherst. Il obtient son Ph.D. en histoire et en langues d'Extrême-Orient à l'université Harvard. Il est un des membres fondateurs du Committee of Concerned Asian Scholars (en). Pendant plusieurs décennies il s'est consacré à l'histoire moderne et contemporaine du Japon aux États-Unis et au Japon.
Il a enseigné dans de nombreuses universités, dont l'université Hōsei au Japon en 1986 et 1990 et l'université Hitotsubashi en 2001. En 2013 il est professeur émérite en histoire et sociologie à l'université d'État de New York à Binghamton.

## Titres principaux
- Hirohito and the Making of Modern Japan, 2000,  (ISBN 978-0-06-019314-0)
- Peasant Protest in Japan, 1590-1884.  New Haven Conn.: Yale University Press, 1986.
- Hiroshima in History and Memory: A Symposium, Japan's Delayed Surrender: A Reinterpretation. Diplomatic History 19, no 2 (1995): 197-225.